# Jang Ri-ra
Jang Ri-ra   (4 de maig de 1969) és una ex-jugadora d'handbol sud-coreana que va competir durant les dècades de 1980 i 1990.
El 1992 va prendre part en els Jocs Olímpics de Barcelona, on guanyà la medalla d'or en la competició d'handbol.